# Harriet Sohmers Zwerling
Harriet Sohmers Zwerling (26 de marzo de 1928 - 21 de junio de 2019) fue una escritora y modelo de artista estadounidense.

## Biografía
Asistió al Black Mountain College y vivió en París en la década de 1950 formando parte de la escena bohemia de expatriados centrada en James Baldwin, con quien compartió espacio en la revista literaria llamada New Story.
Tradujo una novela del Marqués de Sade para la editorial Olympia Press de Maurice Girodias y trabajó para el International Herald Tribune. En 1959, se mudó a la ciudad de Nueva York donde  formó parte de la escena literaria, publicando historias como la incluida en la antología The Bold New Women publicada por Fawcett, coeditando la Provincetown Review y trabajando como modelo para algunos de los pintores más relevantes de Nueva York. Era bisexual y mantuvo algunas relaciones amorosas con mujeres, entre otras con María Irene Fornés de 1954 a 1957, y posteriormente con Susan Sontag en 1958.
En 1963 se casó con el marinero mercante y bohemio Louis Zwerling con quien tuvo un hijo, el músico Milo Z. Fue profesora en una escuela del barrio de Greenpoint, Brooklyn durante 28 años. En 2003, se publicó una colección de sus escritos, Notes of a Nude Model & Other Pieces. Aparece en el documental sStill Doing It donde nueve mujeres, mayores de 65 años, expresan cómo es su vida sexual y amorosa en la vejez.
En 2014, publicó Abroad: An Expatriate's Diaries,1950-1959, un libro basado en sus experiencias de la etapa que vivió en París. También colaboró en el documental Regarding Susan Sontag, que se proyectó en el Festival de Cine de Tribeca en abril de 2014.
Zwerling murió el 21 de junio de 2019, a la edad de 91 años.

## Otras lecturas
- Rollyson, Carl. Susan Sontag: The Making of an Icon, W. W. Norton & Company (2000)
- Sontag, Susan. Reborn: Journals and Notebooks 1947–1963, Farrar, Straus and Giroux (2008)
- Zwerling, Harriet Sohmers. Notes of a Nude Model, Spuyten Duyvil (2003)
- Zwerling, Harriet Sohmers, Abroad: An Expatriate's Diaries, 1950–1959, Spuyten Duyvil (2014)
- Zwerling, Harriet Sohmers (2003). Notes of a nude model and other pieces. New York City: Spuyten Duyvil. ISBN 1-881471-85-3.

- Datos: Q4994350